# Kultura unstrucka
Kultura unstrucka (zwana także kulturą Waltersleben i kulturą turyńską) – kultura archeologiczna środkowej i młodszej epoki brązu. Jej nazwa pochodzi od rzeki Unstruty. Młodsza faza tej kultury nazywana jest zazwyczaj kulturą turyńską. Jest ona silnie powiązana z kręgiem kultur pól popielnicowych.

## Geneza
Genezę kultury unstruckiej upatruje się w silnym podłożu tradycji kultur kręgu mogiłowego. Jednocześnie na jej rozwój miały wpływ także inne ugrupowania: południowoniemiecka kultura pól popielnicowych, kultura knowiska oraz kultura łużycka.

## Chronologia i obszar występowania
Kultura unstrucka (zwana później turyńską) istniała od okresu brązu D do Hallstatt D, według podziału chronologicznego dokonanego przez Paula Reineckego, czyli w latach 1300–480/450 p.n.e. W jej rozwoju wyróżnia się kilka faz (według K. Peschela):
- faza Arnstadt – brąz D i Hallstatt A1 (1300–1100 lat p.n.e.)
- faza Kunitz – Hallstatt A2 (1100–1050/1020 lat p.n.e.)
- faza Laasdorf (zachodnia część) i faza Gotha (wschodnia) – Hallstatt B1 (1050/1020–950/920 lat p.n.e.)
- faza Heldrungen – Hallstatt B2-3 (950/920–800 lat p.n.e.)
- kultura/faza turyńska – Hallstatt C i D (800–480/450 lat p.n.e.)

Swoim zasięgiem kultura unstrucka obejmowała obszar Turyngii, sięgając na północ aż do południowych przedgórzy Harzu, natomiast w stronę wschodnią obejmując dorzecze środkowej Soławy.

## Osadnictwo i gospodarka
Ludność kultury unstruckiej osiedlała się na najżyźniejszych obszarach w Turyngii, a od schyłku epoki brązu, kiedy wyparła osadnictwo łużyckie z obszarów górnej Soławy, zajęła również ziemie przy dorzeczu tej rzeki. Zamieszkiwano zarówno osady otwarte jak i obronne, przy czym te drugie często lokowano na wzgórzach. W gospodarce podstawową rolę pełniły uprawa ziemi i hodowla zwierząt.

## Obrządek pogrzebowy
Wśród pochówków przeważał obrządek szkieletowy, ale przy dużej ilości grobów ciałopalnych, przy czym z biegiem czasu te ostatnie pojawiały się coraz rzadziej. W grobach szkieletowych ciało zmarłego układano na wznak, w pozycji wyprostowanej, skierowane głową na południe, po czym obstawiano grób kamieniami i nakrywano na niego bruk lub nasyp kamienny. Pochówki ciałopalne były typu popielnicowego. Oba rodzaje grobów wyposażano w ceramikę i wyroby metalowe.

## Kanibalizm
Na niektórych osadach kultury unstruckiej odkryto ślady kanibalizmu, w postaci kości ludzkich traktowanych przez prehistorycznych ludzi tak jak kości zwierzęce. Ślady takie znane są ze stanowiska z miasta Erfurt oraz z jaskiń położonych w okolicach miejscowości Bad Frankenhausen, gdzie najprawdopodobniej mieścił się ośrodek kultowy ludności omawianej kultury. Świadczy to o rytualnej roli, jaką musiał pełnić tam kanibalizm. Więcej śladów obecności ludożerstwa odkryto w istniejącej w tym samym czasie kulturze knowiskiej.

## Inwentarz
Dla wyrobów ceramicznych omawianej kultury typowe są naczynia wazowate o charakterystycznie zgrubiałej górnej części brzuśca u nasady szyi, zaopatrzone zazwyczaj w dwa uszka. Ponadto występują także naczynia piętrowe, znane głównie z kultury knowiskiej oraz szerokootworowe naczynia o rozchylonej krawędzi. Poza tym spotyka się również kubki, czerpaki, misy i naczynia dwustożkowate przypominające formy znane z kultury łużyckiej.
W inwentarzu metalowym ze starszych faz spotyka się takie wyroby jak: tarczki spiralne o hakowato odgiętym końcu drutu, naramienniki zdobione trójkątami, zapinki z tarczkami spiralnymi, różne rodzaje tarczek z blachy, bransolety, nagolenniki oraz wśród broni i narzędzi miecze pochodzenia zachodnioeuropejskiego, sierpy i siekierki z piętką. Dla faz późniejszych typowe są natomiast siekierki ze skrzydełkami, naszyjniki zdobione ukośnymi żłobkami, masywne bransolety brązowe w kształcie strzemienia oraz duże, masywne szpile brązowe o profilowanej główce.

## Zanik
W czasie trwania kultury turyńskiej omawiana jednostka poddawana była wpływom ze strony kultury zachodniohalsztackiej. Kres rozwojowi kultury unstruckiej-turyńskiej zadały ludy celtyckie, przybyłe na tereny Turyngii dopiero pod koniec okresu halsztackiego.